# Dysstroma hemiagna
Dysstroma hemiagna là một loài bướm đêm trong họ Geometridae.